# Date Michihisa
Michihisa Date (sinh ngày 22 thăng 8 năm 1966) là một cầu thủ bóng đá người Nhật Bản.

## Sự nghiệp câu lạc bộ
Michihisa Date đã từng chơi cho Júbilo Iwata và Kashiwa Reysol.